# Emmeram Geser
Emmeram Geser OSB (* 22. Oktober 1938 in Regensburg als Rudolf Geser; † 19. Dezember 2021 in Mallersdorf) war ein deutscher römisch-katholischer Ordenspriester und von 1971 bis 1989 Abt der Benediktinerabtei Metten.

## Leben
Rudolf Geser trat 1958 nach dem Abitur im dortigen Klostergymnasium in die Benediktinerabtei Metten ein und erhielt bei der Einkleidung den Ordensnamen Emmeram. Von 1959 bis 1965 studierte er Philosophie und Theologie in Rom und Salzburg und anschließend in Würzburg Klassische Philologie für das Lehramt am Gymnasium. Am 20. Dezember 1964 empfing er die Priesterweihe und feierte 1965 seine Heimatprimiz in Mintraching. Er wirkte von 1971 bis 2001 als Gymnasiallehrer für Latein am Klostergymnasium und zeitweise als Präfekt des klostereigenen Internats. 1971 wählte ihn der Konvent mit 33 Jahren zum Abt des 1830 wiederbesiedelten und 1840 erneut zur Abtei erhobenen Benediktinerklosters Metten. Am 18. Dezember 1971 erteilte ihm Bischof Rudolf Graber die Abtsbenediktion.
Im Rahmen der Salzburger Äbtekonferenz engagierte er sich für die Erneuerung der Liturgie in den Klöstern nach den Vorgaben des Zweiten Vatikanischen Konzils. Unter seiner Federführung entstand das Homiliar zum Monastischen Stundenbuch. Von 1974 bis 2000 war er Vorsitzender der Arbeitsgemeinschaft der Ordensmänner (AGOM) in der Diözese Regensburg, darüber hinaus Firmspender und Mitglied des Priesterrates. Im Jahr 1989 legt er das Amt des Abtes des Klosters Metten nieder, blieb aber zunächst noch Lehrer am Gymnasium. 1994–95 war er Delegat des Abtpräses der Bayerischen Benediktinerkongregation in der Abtei Weltenburg. Seit 2001 wirkte er als Spiritual der Armen Franziskanerinnen im Kloster Mallersdorf.
Emmeram Geser verstarb einen Tag nach dem 50. Jahrestag seiner Abtsbenediktion. Er wurde am 28. Dezember 2021 im rechten Seitenschiff der Mettener Abteikirche bestattet. Bischof Rudolf Voderholzer hielt das Pontifikalrequiem.

## Ehrungen
- Bayerischer Verdienstorden
- Ehrenbürger von Norcia